# Tàlveg (meteorologia)

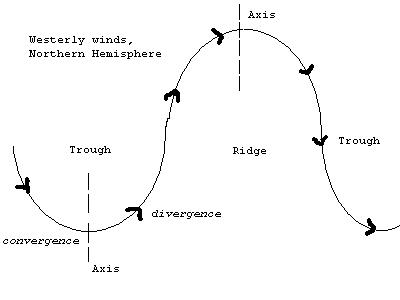
Representació d'una alternança de tàlvegs i dorsals en vents de l'oest d'alt nivell a l'hemisferi nord, amb les regions de convergència i divergència etiquetades.

En meteorologia, un tàlveg és una regió allargada en la qual la pressió atmosfèrica és relativament baixa. Els tàlvegs solen estar associats amb fronts i es poden trobar a la superfície, a una certa altitud i, de vegades, als dos llocs. En la majoria de casos van acompanyats de núvols, ruixats i variacions sobtades de la direcció del vent, especialment després del pas del tàlveg. Aquest fenomen es produeix com a conseqüència de la convergència que fa ascendir l'aire humit darrere de la línia de tàlveg.